# Johan Galtung
Johan Vincent Galtung, född 24 oktober 1930 i Oslo, död 17 februari 2024 i Bærum, var en norsk professor i sociologi och freds- och konfliktforskare. Han verkade som medlare i över 40 konflikter, bland annat i Sri Lanka, Afghanistan och Ecuador. År 1959 grundade han Peace Research Institute (PRIO; norska: Institutt for fredsforskning) i Oslo, och år 1964 grundade han tidskriften Journal of Peace Research. Han var även grundare och direktör för freds- och utvecklingsnätverket Transcend. Han skrev dessutom ett hundratal böcker.

## Biografi

### Ungdom
Galtung, vars familj hade adlig bakgrund, var son till läkaren August Andreas Galtung (1881–1964) och Helga, född Holmboe (1890–1967). Han tog examen artium 1948, och började därefter studera matematik vid Universitetet i Oslo. År 1951 vägrade Galtung utföra militärtjänst efter att ha inkallats som värnpliktig, och efter att även ha vägrat utföra ett sista halvår av vapenfri tjänst kom han att tillbringa ett halvår i fängelse 1954–55.
Efter att ha avtjänat fängelsestraffet återupptog Galtung sina studier i Oslo, och tog 1956 examen med matematik som huvudämne. Under inflytande av bland andra Arne Næss kom han dock alltmer att intressera sig för samhällsvetenskapliga ämnen; tillsammans med Næss skrev Galtung 1955 sin första bok, Gandhis politiske etikk (1955). År 1957 avlade han magisterexamen i sociologi, på ett arbete om fängelset som social institution.

### Vetenskaplig karriär
Mellan 1957 och 1960 undervisade Galtung vid Columbia University i New York, USA, och intresserade sig i sin forskning vid denna tid för pacifism. Han kom att betraktas som en pionjär inom freds- och konfliktforskning, en disciplin vars grundande han bidrog till genom skapandet av Peace Research Institute, Olso (PRIO) 1959, där han var forskningsledare fram till 1966, och därefter direktör 1966–1970. PRIO kom att bli mönsterbildande för flera andra institutioner för fredsforskning världen över. Galtung var också ordförande i den norska pacifistiska organisationen Folkereisning mot krig (FMK) 1961–1962, styrelseledamot i Stockholms internationella fredsforskningsinstitut (SIPRI) från 1966, chef för Inter-University Center i Dubrovnik 1973–1977 och ordförande i World Futures Studies Federation (WFSF) 1974–1977.
Från 1969 till 1977 innehade Galtung världens första professur i freds- och konfliktforskning vid Universitetet i Oslo. Därefter kom han att inneha en rad andra professurer i Santiago de Chile, vid FN-universitetet i Genève, vid Columbia University, Princeton University och University of Hawai'i i USA, samt ett antal gästprofessurer vid olika lärosäten. År 1998 deltog han i grundandet av ett nytt freds- och utvecklingsnätverk, Transcend, som samlar akademiker, aktivister och fredsmäklare för praktiskt arbete för fred.

### Vetenskapliga bidrag
Som pionjär inom freds- och konfliktforskning försökte Galtung utveckla en teoretisk grund för disciplinen; till en början genom användning av etablerade teoretiska ramverk inom sociologi och statsvetenskap, men senare även genom att utveckla egna teorier. Flera av dessa kom att få stort genomslag: bland annat distinktionen mellan positiv och negativ fred, begreppet ”strukturellt våld”, och hans teorier om konflikt och konfliktlösning. Särskilt stort inflytande fick hans studier om imperialism, utgiven på svenska som Imperialismen: en strukturalistisk teori (1972).
I Galtungs forskningsmässiga bidrag kom han ofta att tillämpa just strukturalismen som metod: bland dessa kan nämnas ”Violence, peace and peace research” från 1969, som kom att bli en grundtext inom fredsforskningen, och ”The structure of foreign news: The presentation of the Congo, Cuba and Cyprus crises in four Norwegian newspapers”, med Marie Holmboe Ruge från 1965, som diskuterar vilken typ av konflikter som får utrymme i massmedia. Gemensamt för tillvägagångssättet i dessa artiklar är identifieringen av en potentiellt fredsbyggande praktik, för att sedan peka på strukturella förhållanden som bidrar till att denna praktik inte bidrar till ett sådant fredsbyggande.

### Politiska ställningstaganden
Bredvid sin roll som forskare kan Galtung räknas som en framträdande offentlig intellektuell i Norge under 1900-talets senare hälft. Från 1960-talet var han aktiv i den politiska debatten, och tog bland annat ställning mot värnplikt, fängelsestraff, USA:s krig i Vietnam och kärnvapen, något som gjorde honom populär bland 1960-talets studentrörelse i Norge. Bland annat hans polemiska inlägg inför 1972 års folkomröstning om ett norskt medlemskap i EG, dagens EU, där han argumenterade för att EG var på väg att utvecklas mot en supermakt, fick stort genomslag. Galtung deltog även i diskussioner kring frågor rörande bistånd, försvarspolitik och internationella relationer. Utöver sin kritik av EU kom han även konsekvent att kritisera USA och vad han betraktade som USA:s imperialism, och krävde under Irakkriget en konsumentbojkott av amerikanska varor.
År 1980 presenterade Galtung vid en konferens i Oslo en förutsägelse om Sovjetunionens närstående fall. Galtung blev utskrattad av flertalet deltagare, men i efterhand visade det sig att han hade rätt. Förutsägelsen slog bara fel på några månader. År 2004 förutspådde han emellertid även att det i USA skulle uppstå en fascistisk diktatur, som sedan skulle medföra till en liknande kollaps som Sovjetunionens, och detta före år 2020.

### Kontroverser
Galtungs stil som samhällsdebattör har beskrivits som starkt polemiskt och konfrontativ. Under kalla kriget kritiserades han ofta för att sätta moraliska och politiska likhetstecken mellan de två supermakterna Sovjetunionen och USA. Vid en världskonferens om framtidsforskning i Bukarest i september 1972 nämnde han Kuba och Kina som föredömen i fråga om ”decentraliserad och demokratisk arbetsgemenskap”. En rad yttranden som Galtung gjorde 2011–2012 kom att anklagas och kritiseras för antisemitism, bland annat av Willy Silberstein, dåvarande ordförande i Svenska kommittén mot antisemitism.

## Priser och utmärkelser
- 1987 – Right Livelihood Award
- 1987 – Hedersdoktor vid Uppsala universitet
- 1988 – Human-Etisk Forbunds Humanistpris
- 2000 – Bragepriset för Johan uten land: på fredsveien gjennom verden